# Латожа, Кястутис Витаутович
Кясту́тис Ви́тауто (Вито́втович, Вита́утович) Лато́жа (лит. Kęstutis Vitauto Latoža; 2 августа 1950, Вильнюс, СССР) — советский литовский футболист и футбольный тренер. Мастер спорта СССР.

## Биография
Сын футболиста Витаутаса Латожи. Воспитанник футбольной школы «Жальгириса», в нём провёл всю свою игровую карьеру. За клуб сыграл 516 матчей, забил 49 мячей.
В рамках Спартакиад и других соревнований 76 раз сыграл за сборную Литовской ССР.
По окончании игровой карьеры на год возглавил «Жальгирис». Позднее работал также в других литовских клубах: «Пажанга», «Локомотив» и «Вильнюс». Работал на Фарерских островах, некоторое время возглавлял литовскую сборную.